# Highland Lakes
Highland Lakes – jednostka osadnicza w Stanach Zjednoczonych, w stanie New Jersey, w hrabstwie Sussex.